# Les Petites Dalles
Les Petites Dalles is een gehucht en badplaats in de Franse gemeenten Sassetot-le-Mauconduit en Saint-Martin-aux-Buneaux in het departement Seine-Maritime in Normandië. Het gehucht ligt aan de Kanaalkust in een vallei tussen de kliffen. Les Petites Dalles ligt in het noorden van Sassetot-le-Mauconduit, twee kilometer ten noorden van het dorpscentrum van Sassetot, en in het westen van Saint-Martin-aux-Buneaux, bijna twee kilometer ten westen van de dorpskern van Saint-Martin.
Het gehucht ligt op de grens van de twee gemeenten, en daardoor ook op de grens van twee kantons en twee arrondissementen.
Een kilometer ten westen ligt in een volgende vallei Les Grandes Dalles.

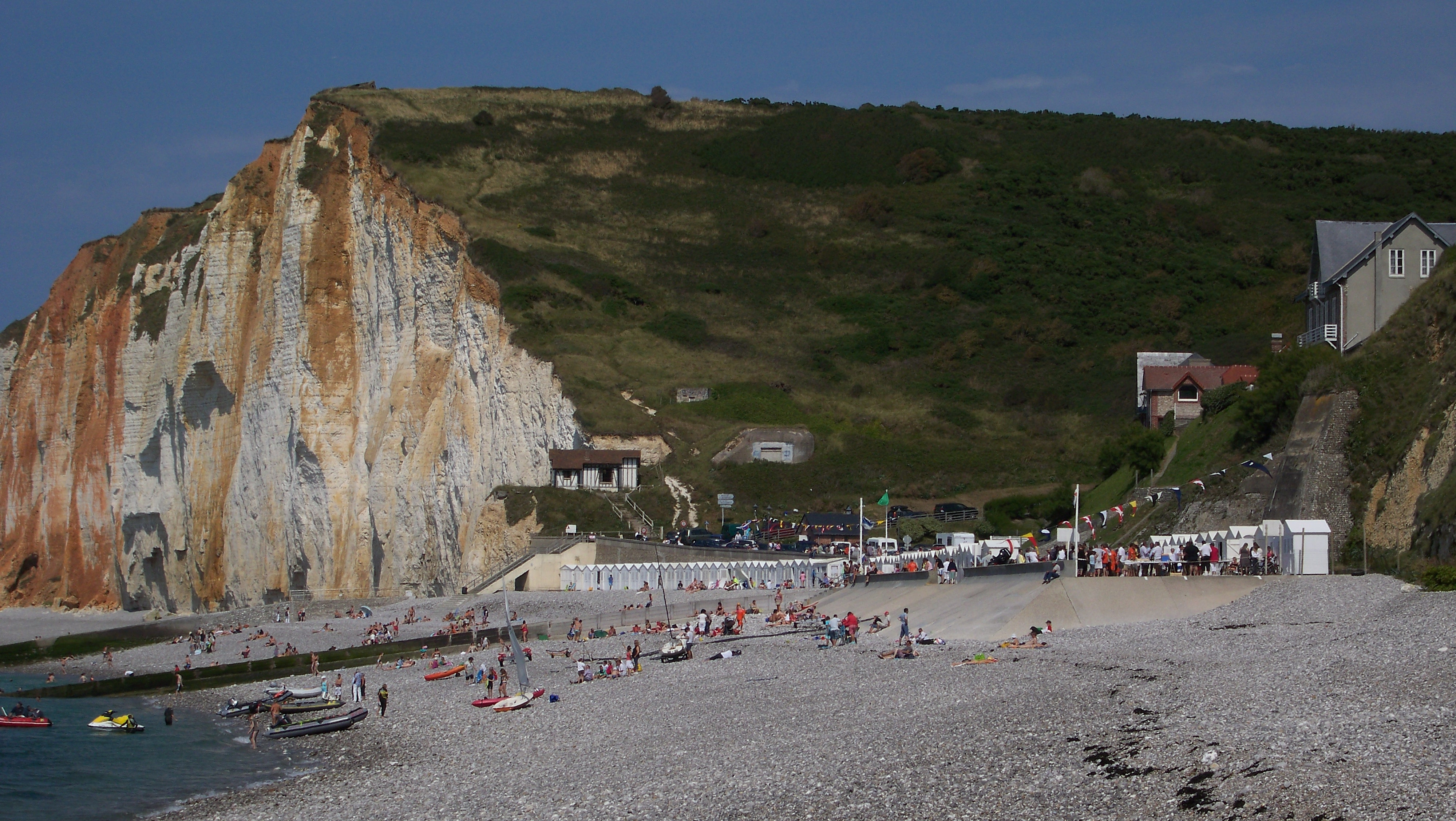
Strand en kliffen van Les Petites Dalles

## Geschiedenis

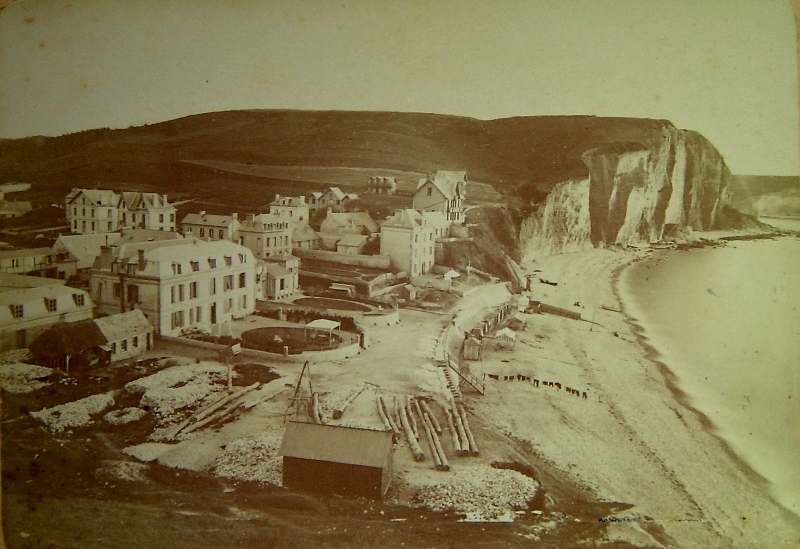
Les Petites Dalles, rond 1875

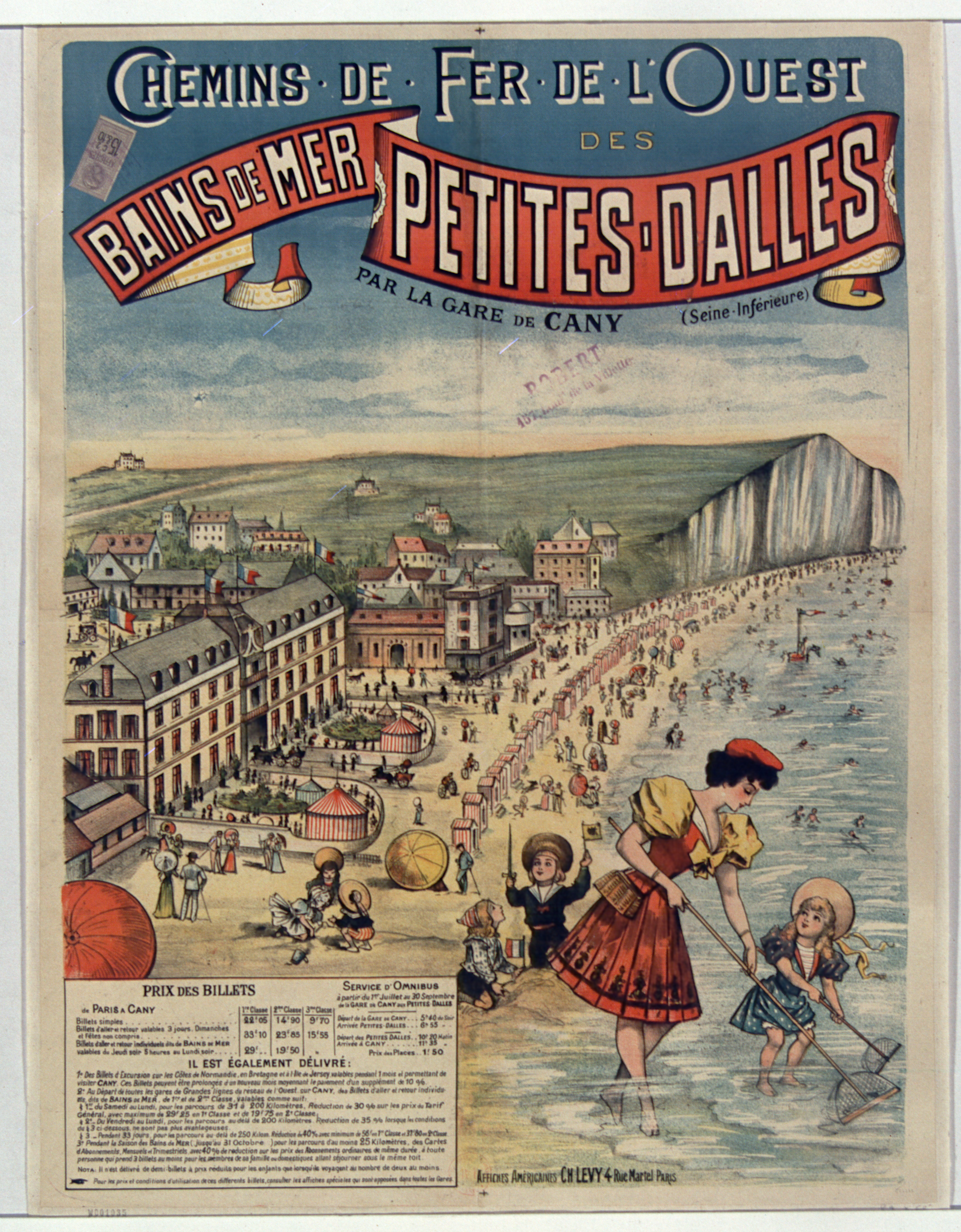
Advertentie, 1890

Oude vermeldingen van de plaats gaan terug tot de 13de eeuw als het gelatiniseerde In portubus de Velletis, de Dalis et de Daletis, wat zou verwijzen naar Veulettes-sur-Mer, Les Grandes Dalles en Les Petites Dalles.
Op de 18de-eeuwse Cassinikaart is het plaatsje aangeduid als les Petites Dalles.
Op het eind van het ancien régime op het eind van de 18de eeuw, toen de gemeenten werden gecreëerd, kwam het gehucht te liggen op de grens van de gemeenten Saint-Martin-aux-Buneaux en Sassetot-le-Mauconduit.
De plaats was aanvankelijk een vissersgehucht, maar ontwikkelde zich in de tweede helft van de 19de eeuw ook als badplaats. De badplaats inspireerde verschillende kunstschilders in die periode. In 1875 bracht keizerin Elisabeth in Beieren, bekend als Sisi, een vakantie door in Sassetot-le-Mauconduit en kwam baden op het strand van Les Petites Dalles. Politicus Henri Wallon kocht hier in 1876 een villa; naar hem werd later de promenade langs het strand genoemd.
Een kapel werd in 1893 gebouwd.
In de Eerste Wereldoorlog werd een kolonie Servische vluchtelingen gehuisvest in Les Petites Dalles.

## Bezienswaardigheden
- De kapel van Les Petites Dalles

## Cultuur
Verschillende kunstschilders legden Les Petites Dalles vast op doek, onder wie Claude Monet, Berthe Morisot en Camille Pissarro.

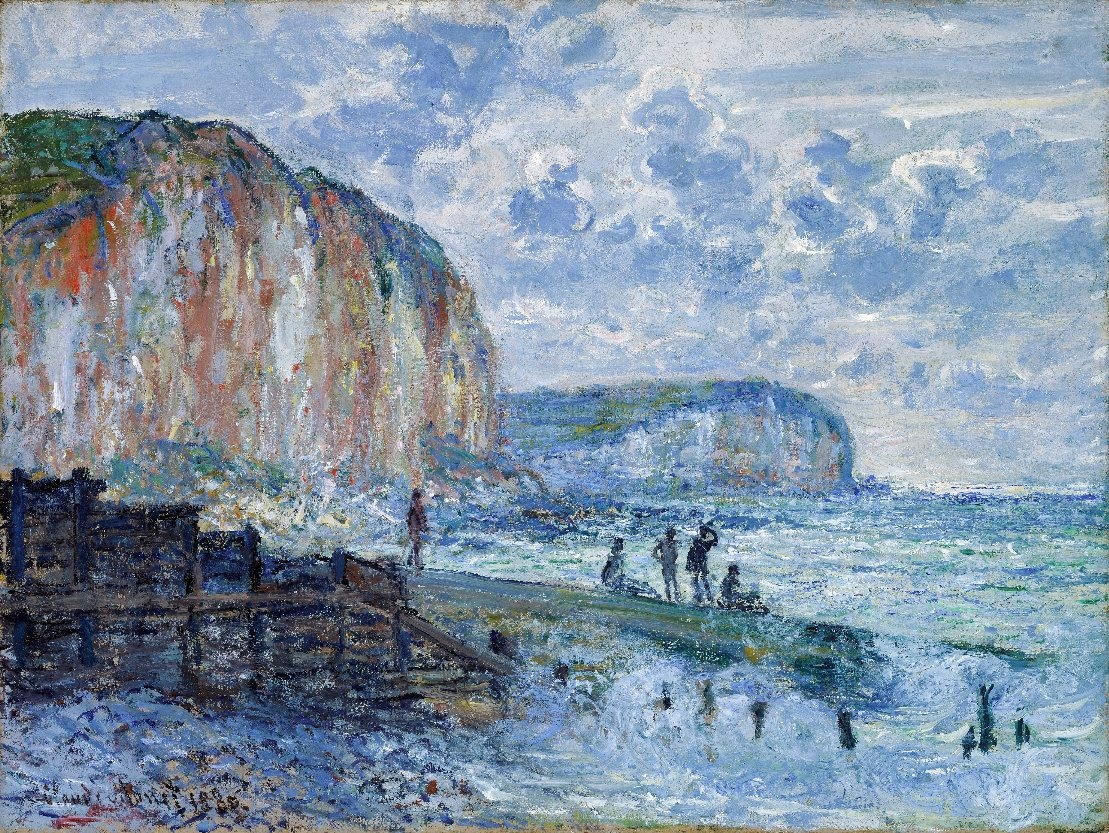
Claude Monet, Failaises aux Petites Dalles, 1880
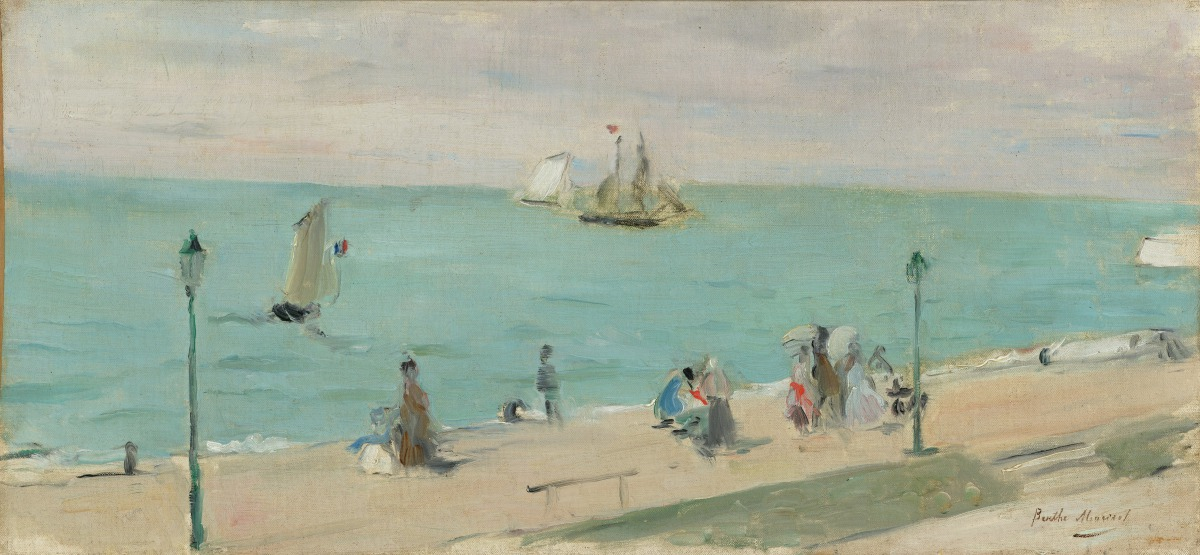
Berthe Morisot, Sur la plage, 1873
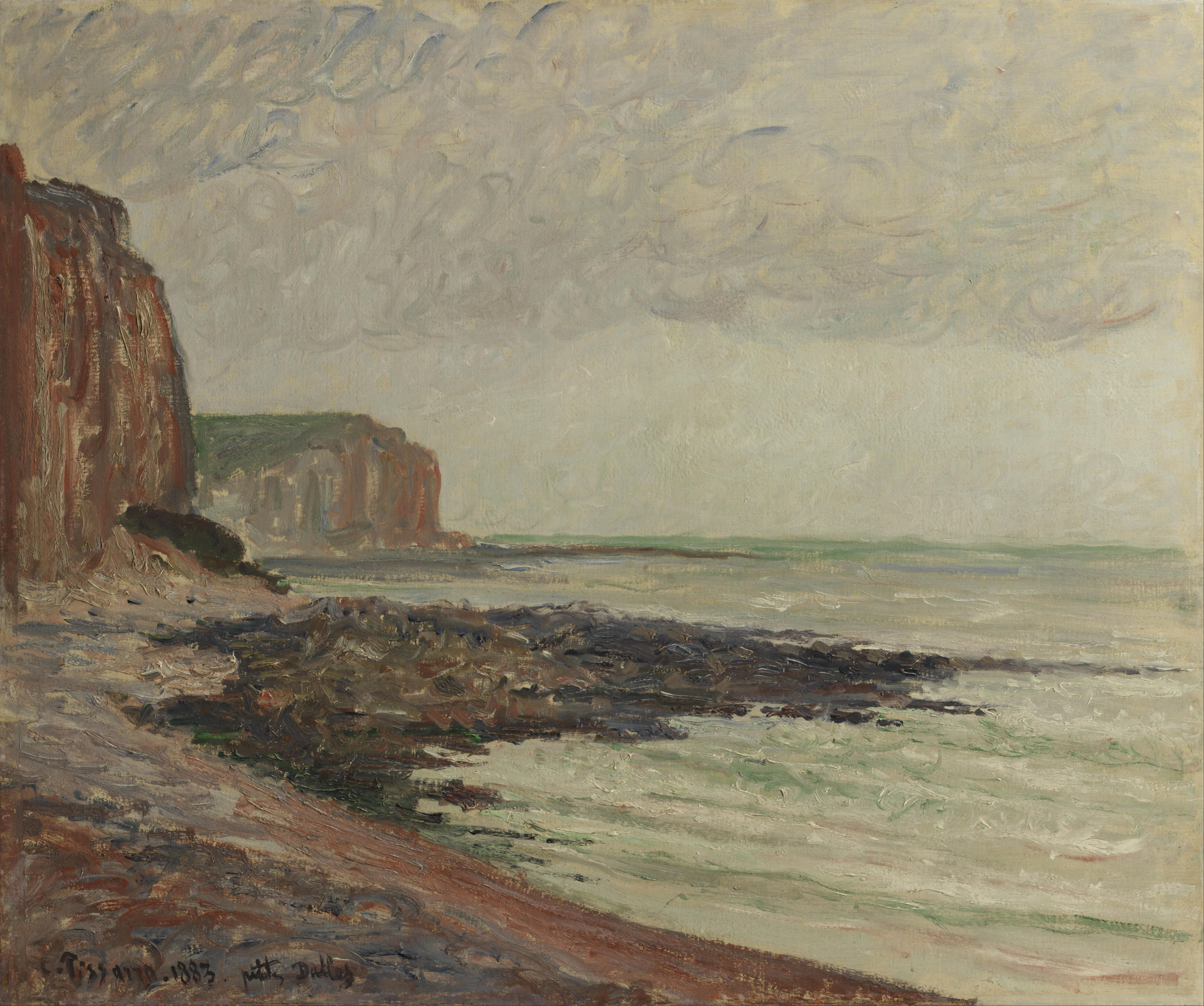
Camille Pissarro, Falaises aux Petites-Dalles, 1883